# Королевский институт кораблестроения
Королевский институт морских архитекторов (также известный как КИМА) является международной организацией, объединяющей военно-морских архитекторов со штаб-квартирой в Великобритании.
Известное научно-профессиональное учреждение, члены которого участвуют на всех уровнях в области проектирования, строительства, обслуживания и эксплуатации морских судов и сооружений. Членами КИМА являются представители промышленности, научных учреждений, университетов и колледжей, морских организаций в более чем девяноста странах мира. Связь между промышленностью, университетами и морскими организациями во всем мире осуществляется через международных членов института, публикаций и конференций.

## История
Основан в 1860 году в Лондоне. Среди основателей были известные британские инженеры-кораблестроители и учёные Натаниэль Барнаби, Джон Рассел, Эдвард Рид, Джон Пенн и др. Учредители ставили перед собой цель «продвижения науки и искусства проектирования судов.».

## Цели и задачи
Целью КИМА, как профессионального кораблестроительного и архитектурного учреждения, является установлении стандартов профессиональной компетентности и поведения, содействие его членам в использовании последних достижений в этой области и поддержание высоких стандартов профессиональной компетентности и добросовестности. Членство Королевского института морских архитекторов обеспечивает профессиональную квалификацию, являющуюся международно признанной.
Как научное общество, Королевский институт морских архитекторов представляет собой форум для обмена информацией, мнениями и обсуждений. Доступ к технической информации имеет важное значение для профессионального развития военно-морских архитекторов и КИМА обеспечивает его, в первую очередь, через его широкий спектр технических журналов, книг и статей, за счёт обширной программы международных конференций и учебных курсов, охватывающих все аспекты морской архитектуры и морской техники.